# Ryan Donk
Ryan Donk (Ámsterdam, Países Bajos, 30 de marzo de 1986) es un futbolista surinamés que juega de defensa.

## Selección nacional
Tras ser internacional en categorías inferiores con Países Bajos, en febrero de 2021 la Federación Surinamesa de Fútbol anunció que iba a representar a su selección después de que la FIFA hubiera dado permiso para hacerlo.

## Clubes
| Club                                | País         | Año       |
| ----------------------------------- | ------------ | --------- |
| RKC Waalwijk                        | Países Bajos | 2005-2006 |
| AZ Alkmaar                          | Países Bajos | 2006-2009 |
| West Bromwich Albion F. C. (cedido) | Inglaterra   | 2008-2009 |
| Club Brujas                         | Bélgica      | 2009-2013 |
| Kasımpaşa S. K.                     | Turquía      | 2013-2016 |
| Galatasaray S. K.                   | Turquía      | 2016-2021 |
| Real Betis Balompié (cedido)        | España       | 2016-2017 |
| Kasımpaşa S. K.                     | Turquía      | 2021-2023 |

## Palmarés

### Títulos nacionales
| Título               | Club              | País    | Año  |
| -------------------- | ----------------- | ------- | ---- |
| Copa de Turquía      | Galatasaray S. K. | Turquía | 2016 |
| Supercopa de Turquía | Galatasaray S. K. | Turquía | 2016 |
| Superliga de Turquía | Galatasaray S. K. | Turquía | 2018 |
| Copa de Turquía      | Galatasaray S. K. | Turquía | 2019 |
| Superliga de Turquía | Galatasaray S. K. | Turquía | 2019 |
| Supercopa de Turquía | Galatasaray S. K. | Turquía | 2019 |